# Llave (Vieques)
Llave es un barrio ubicado en la isla-municipio de Vieques perteneciente al estado libre asociado de Puerto Rico. En el Censo de 2010 tenía una población de 18 habitantes y una densidad poblacional de 0,85 personas por km².

## Geografía
Llave se encuentra ubicado en las coordenadas 18°5′39″N 65°31′39″O / 18.09417, -65.52750. Según la Oficina del Censo de los Estados Unidos, Llave tiene una superficie total de 21.29 km², de la cual 17.1 km² corresponden a tierra firme y (19.7%) 4.19 km² es agua.

## Demografía
Según el censo de 2010, había 18 personas residiendo en Llave. La densidad de población era de 0,85 hab./km². De los 18 habitantes, Llave estaba compuesto por el 72.22% blancos y el 27.78% eran afroamericanos. Del total de la población el 100% eran hispanos o latinos de cualquier raza.